# Cynipoidea
Cynipoidea är en överfamilj i ordningen steklar som för närvarande anses omfatta fem familjer.